# حجار (بكيل المير)

تعديل مصدري - تعديل

حجار هي إحدى قرى عزلة صبران بمديرية بكيل المير التابعة لمحافظة حجة، بلغ تعداد سكانها 200 نسمة حسب تعداد اليمن لعام 2004.